# Flight of Icarus
Singles de Iron Maiden
The Number of the Beast
(1982) The Trooper
(1983)
Flight of Icarus est un single du groupe Iron Maiden sur l'album Piece of Mind paru en 1983.
Il raconte l'histoire d'Icare et Dédale, bloqués dans une grotte sur le flanc d'une falaise. Ils décident de se faire des ailes avec des plumes et de la cire. Mais Icare, en pleine extase d'avoir le pouvoir de voler, s'éleva trop haut et trop proche du soleil, malgré les avertissements de son père, ce qui fit fondre ses ailes et broyer ses os sur les rochers lorsqu'il s'écrasa.